# آن سوزوکی
آنه سوزوکی (ژاپنی: 鈴木 杏؛ زادهٔ ۲۷ آوریل ۱۹۸۷) یک هنرپیشه اهل ژاپن است.
او در فیلم بارش برف روی سروها بازی کرده‌است.